# Freiherr-vom-Stein-Allee 11 (Weimar)

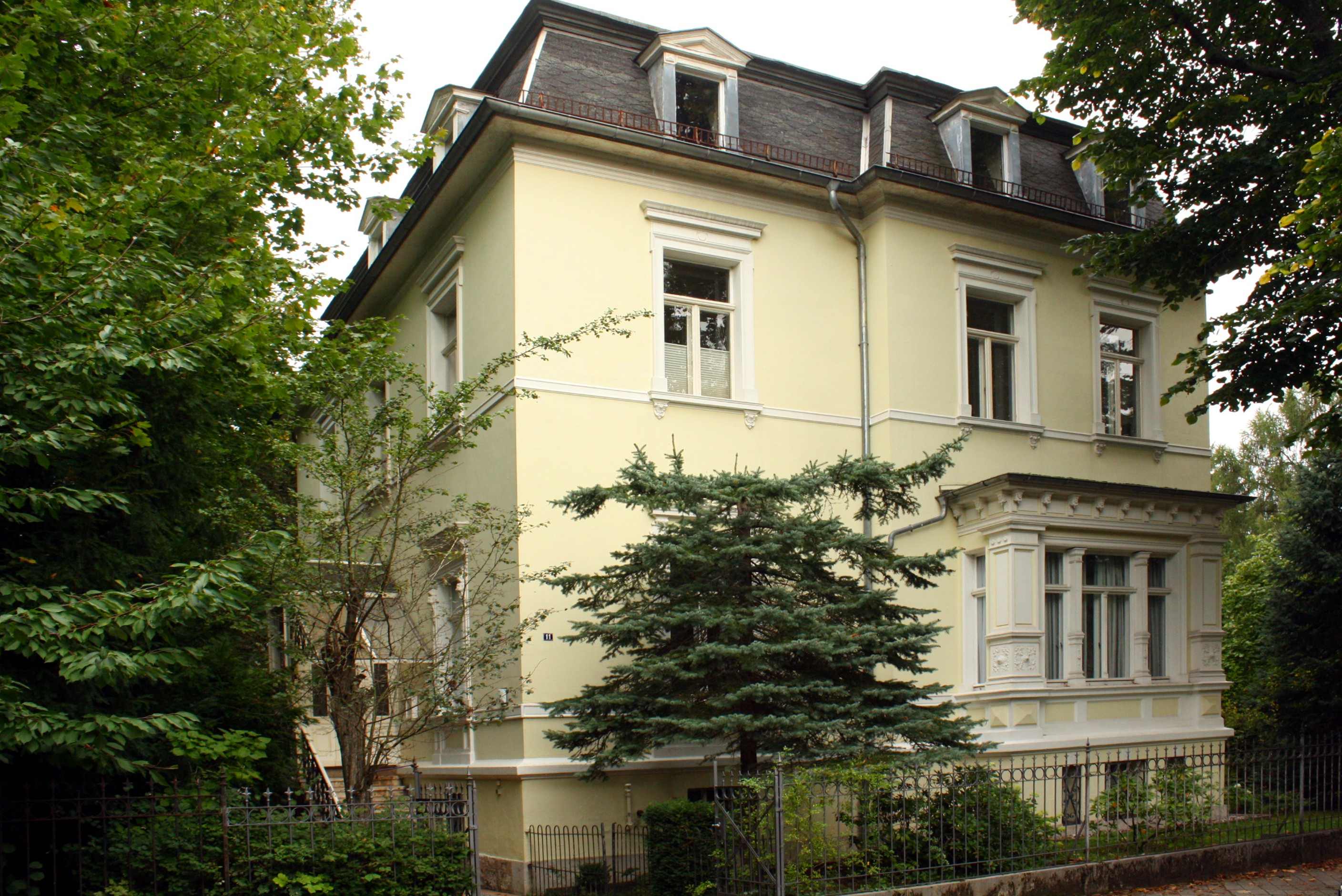
Freiherr-vom-Stein-Allee 11

Das Haus Freiherr-vom-Stein-Allee 11 in Weimar ist eine denkmalgeschützte Villa.

## Geschichte und Beschreibung
Die Freiherr-vom-Stein-Allee hieß ab 1892 Carl-Alexander-Allee, benannt nach dem Großherzog Carl-Alexander von Sachsen-Weimar-Eisenach (1818–1901). Ihren heutigen Namen hat sie seit 1952. Die Villa entstand 1894 nach dem Entwurf von Alfred Speiser. Bauherr war der Bauunternehmer Karl Paulin. Sie ist ein Gebäude im Stile der Neorenaissance. Die Veranda wurde 1901 angebaut, der Hauseingang 1904 mit einem Vorbau versehen. Das zweigeschossige Gebäude ist im Obergeschoss aus Holzfachwerk mit gemauerter Vorlage und mit seiner Stirnseite zur Straße hin orientiert. Es besitzt ein Mansarddach, das ursprünglich verschiefert war. Das Parterre des verputzten Baues ist aus Bachstein. Die Innenausstattung der Erbauungszeit ist noch weitgehend erhalten.

## Zum Architekten Alfred Speiser
Alfred Speiser (Lebensdaten unbekannt) war ein deutscher Architekt, Bautechniker- und Unternehmer und Baukommissar in Weimar.
Von ihm gibt es Risse vom Schießhaus, dem Weimarer Stadthaus aus dem Jahr 1890. Dieses sind kulturgeschichtlich wichtige Rekonstruktionen von nicht mehr vorhandenen Plänen besagter Bauwerke.